# سوگ محروم‌شده
سوگ محروم‌شده (به انگلیسی: Disenfranchised grief)، اصطلاحی است که توسط دکتر کنت جی دوکا در سال ۱۹۸۹ ابداع شد. این مفهوم این واقعیت را توصیف می‌کند که غم و اندوه در سطح شخصی یا اجتماعی در فرهنگ امروزی اروپامحور به رسمیت شناخته نمی‌شود. به عنوان مثال، اطرافیان شما ممکن است از دست دادن شما را یک فقدان مهم تلقی نکنند و ممکن است فکر کنند که شما حق غصه خوردن ندارید. آنها ممکن است دوست نداشته باشند که شما چگونه اندوه خود را ابراز می‌کنید یا نمی‌کنید، و بنابراین ممکن است احساس ناراحتی یا قضاوت کنند.
این یک طرز فکر آگاهانه برای بیشتر افراد نیست، زیرا عمیقاً در روان ما حک شده‌است. این می‌تواند بسیار منزوی‌کننده باشد و شما را وادار کند که عمق اندوه و فقدانی که تجربه کرده‌اید را زیر سؤال ببرید.
این مفهوم به عنوان یک «نوع اندوه» در نظر گرفته می‌شود، اما بیشتر می‌تواند به عنوان «عوارض جانبی» غم و اندوه در نظر گرفته شود. همچنین نه تنها این موضوع دربارهٔ غم و اندوه در مورد مرگ، بلکه در بسیاری از شکل‌های دیگر غم نیز قابل استفاده است. سیستم‌های حمایتی، آیین‌ها، سنت‌ها یا نهادهایی مانند مرخصی سوگ برای کسانی که غم و اندوه و از دست دادن را تجربه می‌کنند، در دسترس هستند.